# BMW G20
BMW G20 (eller BMW 3-serie) är en personbil som den tyska biltillverkaren BMW introducerade på bilutställningen i Paris i oktober 2018.

## Motor
| Modell         | Årsmodell | Motor                    | Cylindervolym | Effekt     | Bränslesystem                      |
| -------------- | --------- | ------------------------ | ------------- | ---------- | ---------------------------------- |
| 318d           | 2019-     | B47: 4-cyl radmotor DOHC | 1995 cm³      | 150 hk     | Common rail turbodiesel            |
| 320d           | 2019-     | B47: 4-cyl radmotor DOHC | 1995 cm³      | 190 hk     | Common rail turbodiesel            |
| 330d           | 2019-     | B57: 6-cyl radmotor DOHC | 2993 cm³      | 265-286 hk | Common rail turbodiesel            |
| M340d          | 2020-     | B57: 6-cyl radmotor DOHC | 2993 cm³      | 340 hk     | Common rail turbodiesel            |
| 318i           | 2020-     | B48: 4-cyl radmotor DOHC | 1998 cm³      | 156 hk     | Direktinsprutning, turbo           |
| 320i           | 2019-     | B48: 4-cyl radmotor DOHC | 1998 cm³      | 184 hk     | Direktinsprutning, turbo           |
| 320e           | 2021-     | B48: 4-cyl radmotor DOHC | 1998 cm³      | 204 hk     | Direktinsprutning, turbo + elmotor |
| 330e           | 2020-     | B48: 4-cyl radmotor DOHC | 1998 cm³      | 252 hk     | Direktinsprutning, turbo + elmotor |
| 330i           | 2019-     | B48: 4-cyl radmotor DOHC | 1998 cm³      | 258 hk     | Direktinsprutning, turbo           |
| M340i          | 2019-     | B58: 6-cyl radmotor DOHC | 2998 cm³      | 374 hk     | Direktinsprutning, turbo           |
| M3             | 2021-     | S58: 6-cyl radmotor DOHC | 2993 cm³      | 480 hk     | Direktinsprutning, biturbo         |
| M3 Competition | 2021-     | S58: 6-cyl radmotor DOHC | 2993 cm³      | 510 hk     | Direktinsprutning, biturbo         |
| M3 CS          | 2023-     | S58: 6-cyl radmotor DOHC | 2993 cm³      | 550 hk     | Direktinsprutning, biturbo         |

## Bilder

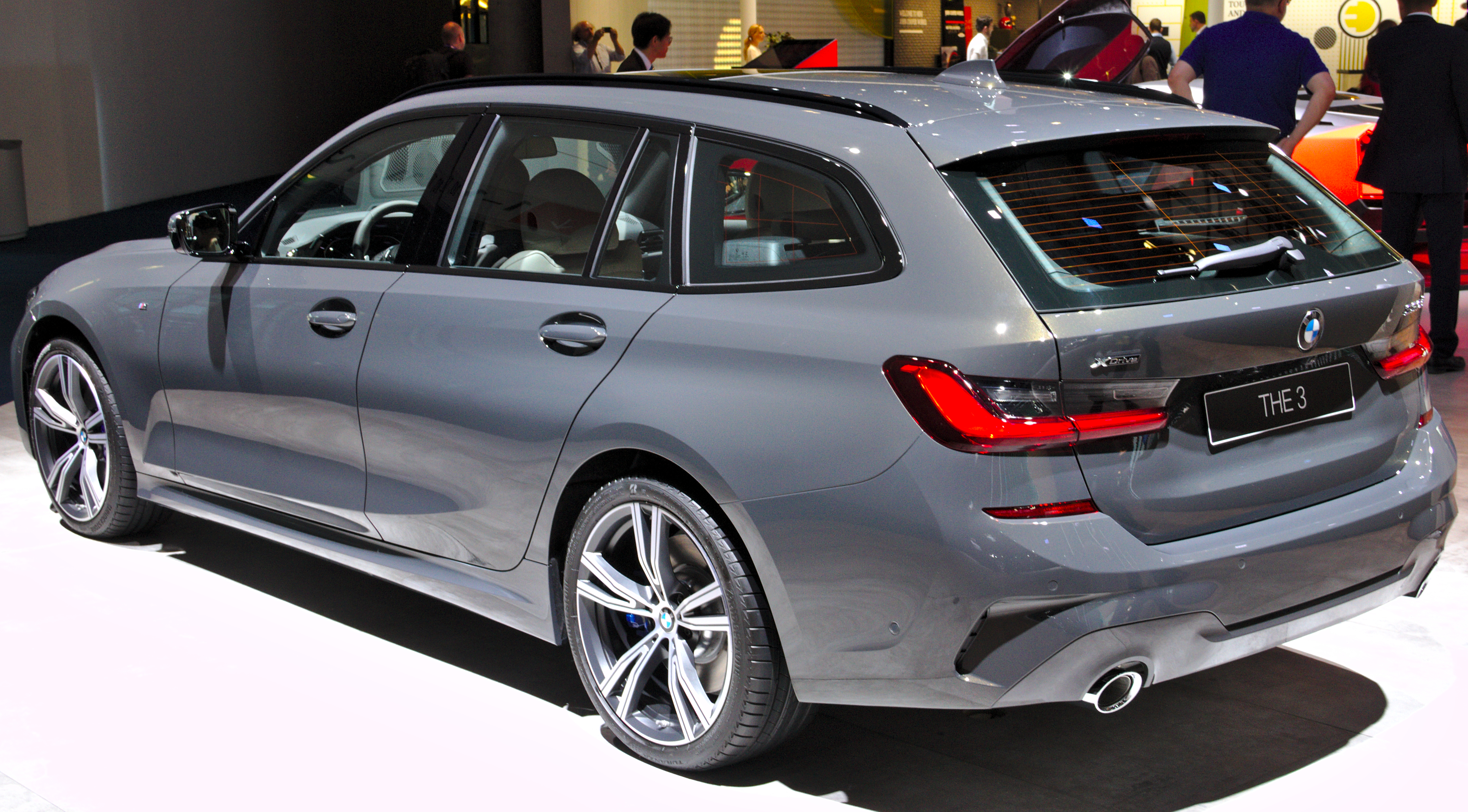
BMW G21 Touring.
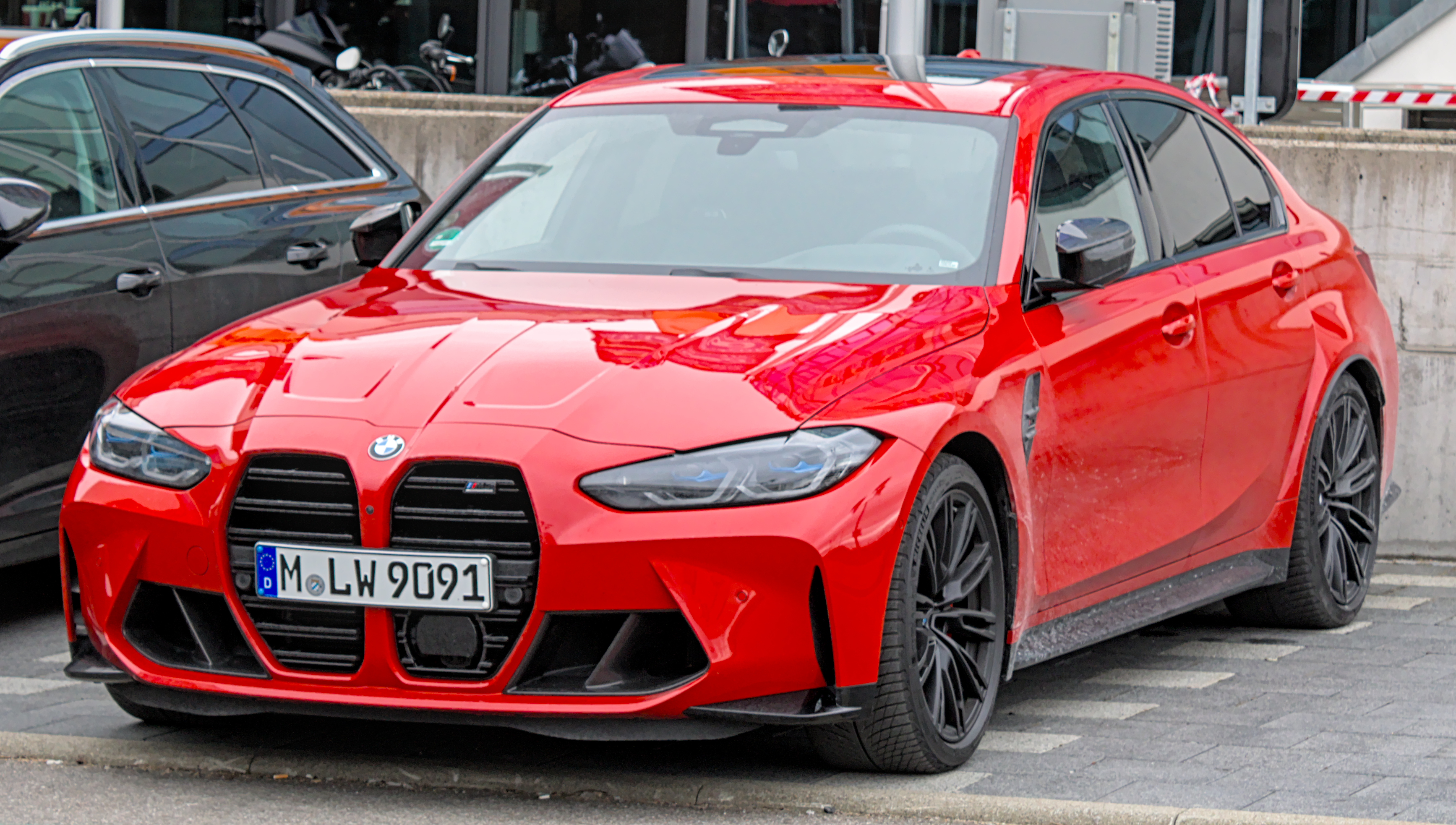
BMW G80 M3 Competition.